# Alpinia romburghiana
Alpinia romburghiana är en enhjärtbladig växtart som beskrevs av Theodoric Valeton. Alpinia romburghiana ingår i släktet Alpinia och familjen Zingiberaceae. Inga underarter finns listade i Catalogue of Life.